# Lofofora
Lofofora es una banda de Nu metal con influencias punk formada París, Francia.Sus canciones son de protesta hacia las fallas de la sociedad francesa, como los problemas en las cercanías subdesarrolladas y la hipocresía de la política de las ligas extremas francesas. Entre sus títulos destacados están “Buvez du cul” y “No Facho”. La banda fue creada en 1989 y ha presentado conciertos en Francia, así como en Bélgica y Canadá.

## Discografía
- L'œuf (1993)
- Lofofora (1995)
- Peuh! (1996)
- Dur Comme Fer (1999)
- Le Fond Et La Forme (2003)
- Les Choses Qui Nous Dérangent (2005)
- Mémoire De Singes (2007)
- Monstre ordinaire (2011)
- L'épreuve du contraire (2014)

## Miembros
- Reuno (Voz)
- Daniel (Guitarra)
- Phil (Bajo)
- Vincent (Batería)

### Exmiembros
- Edgar (Batería - 2001)
- Farid (Guitarra - 2001)

- Datos: Q836358
- Multimedia: Lofofora / Q836358